# Giáo hoàng Gioan XVIII
Gioan XVIII (Latinh: Joannes XVIII) là người kế nhiệm Giáo hoàng Gioan XVII và là vị giáo hoàng thứ 141.
Theo niên giám tòa thánh năm 1806 thì ông đắc cử Giáo hoàng vào năm 1003 và ở ngôi Giáo hoàng trong 5 năm 5 tháng 6 ngày. Niên giám tòa thánh năm 2003 xác định triều đại của ông kéo dài từ tháng 1 năm 1004 cho tới tháng 7 năm 1009.
Giáo hoàng Joannes XVIII sinh tại Rôma. Ông canh tân sự hợp nhất giữa hai Giáo hội La Tinh và Hy Lạp và hăng say làm việc để mở rộng đức tin Kitô giáo giữa dân tộc Barbarien và người theo tà giáo. Joannes XVIII lập toà giám mục ở Bramburg.
Ông phong cho Henry II Bavaria làm vua nước Ý ở Pavia. Thành phố đã náo loạn vì sự làm phật lòng quân Đức. Thế là Henry đã chinh phạt và cướp phá thành phố. Đức Joannes XVIII không can thiệp để ngăn chặn sự tiêu vong của nơi này. Ông về hưu và qua đời ở tu viện Thánh Phaolô bên ngoài thành phố.
Mộ phần của ông, theo tài liệu lưu trữ nằm ở nơi hình thành Vương cung thánh đường Thánh Phêrô xưa.